# اویزومی، گونما
اویزومی، گونما (به لاتین: Ōizumi, Gunma) یک منطقهٔ مسکونی در ژاپن است که در استان گونما واقع شده‌است. اویزومی ۱۸٫۰۳ کیلومترمربع مساحت و ۳۹٬۹۹۶ نفر جمعیت دارد.